# دارسی رز برنز
دارسی رز برنز (انگلیسی: Darcy Rose Byrnes؛ زاده ۴ نوامبر ۱۹۹۸) بازیگر و خواننده آمریکایی است. او در بربنک، کالیفرنیا زاده شد.
از آنجایی که او برای یک دانشجوی تمام وقت در مقطع کارشناسی بسیار جوان بود، در برنامه 8 هفته ای شکسپیر در آکادمی سلطنتی هنرهای دراماتیک در لندن ثبت نام کرد.